# Gaël Monfils
Gaël Sébastien Monfils (* 1. September 1986 in Paris) ist ein französischer Tennisspieler.

## Persönliches
Gaël Monfils wurde 1986 in Paris geboren und verbrachte seine Kindheit mit seinem jüngeren Bruder Daryl – ein ehemaliger Tennisprofi – im Pariser Vorort Bobigny. Sein Vater Rufin, der der französischen Insel Guadeloupe entstammt, war Angestellter bei einer französischen Telekommunikationsfirma und aktiver Fußballspieler. Seine Mutter Sylvette, die von der französischen Karibikinsel Martinique kommt, war Krankenpflegerin.
Den Tennissport entdeckte er im Alter von vier Jahren. Daneben begeisterte er sich für Basketball und Fußball, in seiner Jugend spielte er auch in Fußball-Nachwuchsteams. Obwohl er als großes Basketball-Talent galt, entschied er sich früh für eine Karriere als Tennisspieler.
Im Rahmen der Australian Open 2019 wurde seine Beziehung zur ukrainischen Tennisspielerin Elina Switolina bekannt. Am 16. Juli 2021 hat das Paar in Genf geheiratet.
Monfils hat seinen Wohnsitz in der Schweizer Gemeinde Trélex im Kanton Waadt. Er ist Anhänger des englischen Fußballclubs FC Chelsea und des US-amerikanischen Basketballteams Detroit Pistons.

## Karriere

### 2004 bis 2007: Die ersten Erfolge
Monfils gewann auf der ITF Junior Tour die Australian Open gegen Josselin Ouanna (6:0, 6:3). Beim Finale der French Open siegte er mit 6:2 und 6:2 gegen Alex Kuznetsov. Auch aus den Wimbledon Championships ging er als Sieger hervor, er gewann das Finale gegen den Briten Miles Kasiri mit 7:5, 7:6. Er gewann damit drei der vier Grand-Slam-Turniere bei den Junioren. Dies war vor ihm zuletzt Stefan Edberg gelungen. Zum Jahresende war er mit 2082,5 Punkten die Nummer eins der Junioren-Weltrangliste.
Monfils gewann seinen ersten Challenger-Titel, die zweithöchste Turnierkategorie, im Februar 2005 in Besançon  mit 6:3, 2:6 und 6:3 gegen Christophe Rochus. Im Mai gewann er in Tunis gegen Fabrice Santoro in drei Sätzen (7:5, 3:6, 7:6) seinen zweiten Titel. Im August gelang ihm sein erster Triumph auf der ATP World Tour. Er triumphierte beim ATP Turnier in Sopot, wo er im Finale Florian Mayer mit 7:6, 4:6 und 7:5 bezwang. Ende des Jahres erreichte er außerdem zwei Finals: In Metz unterlag er Ivan Ljubičić in zwei Sätzen, in Lyon gewann Andy Roddick das Turnier. Er beendete damit das Jahr erstmals in den Top 100 der Weltrangliste auf Platz 31.

### 2007 bis 2009: Einzug in die Top Ten
Ein weiterer Challenger-Turniersieg gelang Monfils im März 2007 gegen Andreas Seppi in Sunrise, obwohl er auf diesem Niveau wegen seines verbesserten Rankings nur noch selten antrat. Bei den ersten drei Grand-Slam-Turnieren des Jahres erreichte er jeweils die dritte Runde. An den US Open konnte er aufgrund einer Oberschenkelverletzung nicht teilnehmen.
Sein bislang bestes Ergebnis bei einem Grand-Slam-Turnier erreichte er 2008 bei den French Open, als er mit einem Sieg über David Ferrer bis ins Halbfinale vorstieß, wo er in vier Sätzen gegen den damaligen Weltranglistenersten Federer verlor. Bei den Olympischen Spielen erreichte er das Viertelfinale, wo er in drei Sätzen gegen Đoković ausschied. Er schloss die Saison auf Weltranglistenplatz 14 ab.
Im Jahr 2009 zog sich Monfils bei einem Vorbereitungsturnier zu den Wimbledon Championships, den AEGON Championships im Queen’s Club, eine Handgelenksverletzung zu und musste daher seine Teilnahme in Wimbledon absagen. Monfils erreichte später mit dem Finale des Paris Masters erstmals das Endspiel eines Turniers der ATP World Tour Masters 1000, doch verlor dieses mit 2:6, 7:5 und 6:7 (3:7) gegen Đoković. Im Saisonverlauf hielt er vier Wochen lang Rang 9 der Weltrangliste, fiel zum Jahresende aber auf Rang 13 zurück.

### 2010 bis 2012: Top-Platzierung und Verletzungspech
Die Saison 2010 begann schleppend. Vor allem bei den French Open blieb er hinter den Erwartungen zurück, als er über die zweite Runde nicht hinauskam. Beim letzten Grand-Slam-Turnier des Jahres, den US Open, erreichte er sein bis dahin bestes Ergebnis mit dem Einzug ins Viertelfinale gegen seinen Landsmann Richard Gasquet. Wie auch schon 2009 erreichte er wiederum das Finale der Paris Masters, wo er diesmal an Robin Söderling scheiterte.
2011 verlor er bei den Australian Open in Runde drei gegen Stanislas Wawrinka. Bei den French Open in Paris erreichte er vor heimischem Publikum das Viertelfinale. In Wimbledon kam Monfils erneut nicht über die dritte Runde, in der er Łukasz Kubot unterlag, hinaus. Zur Vorbereitung auf die US Open spielte er beim Kanada Masters und Cincinnati Masters. Bei beiden Turnieren erreichte er das Viertelfinale, wo er jeweils gegen die Nummer eins der Tennisweltrangliste, Novak Đoković, verlor. Am 3. Juli 2011 erreichte er mit Rang 7 seine bis dato beste Platzierung in der Weltrangliste. Am Ende der Saison belegte er Rang 16.
Zu Beginn der Saison 2012 stieß er bei den Qatar ExxonMobil Open bis ins Finale vor. Im Halbfinale besiegte er Rafael Nadal in zwei Sätzen. Das Finale bestritt er gegen seinen Freund und Landsmann Jo-Wilfried Tsonga, gegen den er in zwei Sätzen verlor. Monfils scheiterte in der dritten Runde der Australian Open am Kasachen Michail Kukuschkin, nachdem er mit zwei Sätzen vorne gelegen hatte. Im Februar verlor er das Finale beim ATP-Turnier in Montpellier in drei Sätzen gegen Tomáš Berdych.
Von diesem Zeitpunkt an war das Jahr 2012 für Monfils von Verletzungen geprägt. Aufgrund einer Knieverletzung musste er beinahe alle Turniere absagen. Ebenfalls war ihm eine Teilnahme an den Olympischen Spielen in London aufgrund der Verletzung nicht möglich. Er wurde von Julien Benneteau ersetzt. Im November 2012 trennte er sich von seinem Trainer Patrick Chamagne. Einen Nachfolger gab er zunächst nicht bekannt.

### 2013 bis 2015: Fall aus den Top 100
Nachdem Monfils seine Knieverletzung überstanden hatte, spielte er 2013 sein erstes Vorbereitungsturnier in Doha, wo er das Viertelfinale erreichte. Beim Turnier in Auckland schaffte er den Sprung ins Halbfinale, verlor dieses jedoch gegen David Ferrer deutlich in zwei Sätzen. Bei den Australian Open stand ihm nach Siegen über Oleksandr Dolhopolow und Lu Yen-hsun in der dritten Runde sein Landsmann Gilles Simon gegenüber, gegen den er knapp in fünf Sätzen verlor. Nach wiederkehrenden Knieproblemen fiel Monfils aus den Top 100 der Weltrangliste heraus.
Im März wurde Éric Winogradsky neuer Trainer von Monfils. Im Mai wurde die Zusammenarbeit aber schon wieder beendet. Dieser hatte schon zuvor mit Jo-Wilfried Tsonga zusammengearbeitet. Im April zeigte sich der Franzose wieder genesen, startete beim Turnier in Houston und erreichte das Achtelfinale. Monfils feierte Mitte Mai mit einer Wildcard in Bordeaux seinen fünften Challenger-Titel. Er gewann in zwei Sätzen gegen seinen Landsmann Michaël Llodra. Auch beim Turnier in Nizza zeigte er eine gute Leistung und erreichte das Finale, wo er in zwei Sätzen gegen Albert Montañés verlor. Bei den French Open, wo er mit einer Wildcard startete, musste er bereits in der ersten Runde gegen den an Position fünf gesetzten Tomáš Berdych antreten. Monfils entschied die Partie in fünf Sätzen für sich. Er scheiterte in der dritten Runde an Tommy Robredo, nachdem er mit zwei Sätzen in Führung gelegen hatte. Dadurch konnte er wieder in die Top 70 der Welt einziehen. Die Rasensaison startete Monfils beim Turnier in Halle. Dort erreichte er das Viertelfinale, wo er gegen Tommy Haas in drei Sätzen verlor. Für die Wimbledon Championships war er durch sein Ranking nicht qualifiziert (Der Stichtag für die Qualifikation liegt einige Wochen vor Turnierstart). Nachdem zunächst unklar war, ob er eine Wildcard erhält, erklärte er am Rande des Turniers in Halle, dass er aus persönlichen Gründen auf die Teilnahme verzichten wird. Beim Turnier in Stuttgart erreichte er das Viertelfinale, wo er in zwei Sätzen an Philipp Kohlschreiber scheiterte.
Ende Juli nahm Monfils am Turnier in Umag teil. Er erreichte das Halbfinale, wo er Fabio Fognini in drei Sätzen unterlag. Einen weiteren Erfolg erzielte er Anfang Oktober bei den Shanghai Masters, wo er im Viertelfinale gegen den Setzlistenersten Novak Đoković erst nach 2 Stunden und 22 Minuten in drei Sätzen mit 7:6, 2:6 und 4:6 verlor. Zuvor, im Achtelfinale, hatte Monfils Roger Federer überraschend mit 6:4, 6:7 und 6:3 besiegt. Nach dem Turnier rückte Monfils elf Positionen auf Weltranglistenplatz 31 vor.
Zu Beginn der Saison 2014 konnte er das Finale in Doha erreichen, verlor dieses jedoch gegen Rafael Nadal in drei Sätzen. Er gewann wenig später das Turnier von Montpellier gegen Richard Gasquet mit 6:4, 6:4. Bei den Australian Open und in Wimbledon schied er jeweils früh aus. Bei den French Open konnte er das Viertelfinale erreichen, wo er gegen Andy Murray verlor. Bei den US Open erreichte Monfils als Nummer 20 der Setzliste das Viertelfinale. Dort traf er auf Roger Federer, dem er nach 2:0-Satzführung und eigenem Matchball im vierten Satz in fünf Sätzen unterlag. Beim Finale des Davis Cups in Lille unterlag er mit Frankreich der Schweiz mit 1:3. Das Jahr 2014 schloss er auf Platz 18 der Weltrangliste ab.
Im Tennisjahr 2015 schied er bei allen Grand-Slam-Turnieren relativ früh aus, er konnte lediglich das Achtelfinale in Paris erreichen. Beim Turnier in Marseille erreichte er das Finale, dieses verlor Monfils allerdings gegen Gilles Simon in drei Sätzen. Beim Masters Turnier von Monte Carlo erreichte er das Halbfinale, konnte dieses gegen Tomáš Berdych jedoch nicht gewinnen. Zuvor schlug er im Turnier unter anderem Roger Federer und Grigor Dimitrow. In Stuttgart konnte Monfils noch das Halbfinale erreichen, das er gegen Rafael Nadal verlor. Bei den restlichen Turnieren der Saison schied er auch aufgrund von Verletzungen meist früh aus. Das Jahr konnte er auf Platz 24 abschließen.

### 2016 bis heute: Comeback und Einzug in die Top 10
Bei den Australian Open 2016 konnte er zum ersten Mal in seiner Karriere das Viertelfinale erreichen, verlor dieses aber gegen Milos Raonic. In Rotterdam konnte Monfils das Finale erreichen, unterlag dort allerdings Martin Kližan in drei Sätzen. Im April konnte er ins Finale in Monte Carlo vorstoßen, wo er allerdings dem Seriensieger des Turniers Rafael Nadal in drei Sätzen unterlegen war. Bei den French Open nahm er aufgrund einer Virus-Infektion nicht teil. In Wimbledon schied Monfils in der ersten Runde aus. Anschließend gewann er zum ersten Mal ein Turnier der ATP-World-Tour-500-Serie, nämlich das Turnier von Washington, D.C. Im Finale setzte er sich gegen Ivo Karlović mit 5:7, 7:6, 6:4 durch. Beim Masters in Toronto erreichte er das Halbfinale, verlor dieses jedoch glatt gegen den späteren Turniersieger Novak Đoković. Bei den Olympischen Spielen in Rio de Janeiro erreichte er im Einzel das Viertelfinale, im Doppel schied er gemeinsam mit Jo-Wilfried Tsonga in der ersten Runde aus. Bei den US Open konnte er zum ersten Mal das Halbfinale erreichen, und das sogar ohne Satzverlust. Das Halbfinale konnte er jedoch gegen Novak Đoković nicht gewinnen. Durch diese Erfolge im Jahr 2016 konnte sich Monfils zum ersten Mal für die ATP World Tour Finals qualifizieren, musste dort jedoch nach zwei Partien verletzungsbedingt aussteigen. Das Jahr konnte er auf dem neunten Platz beenden, dies bedeutete die beste Jahresendplatzierung in seiner Karriere.
Das Jahr 2017 war weniger erfolgreich, bei allen Grand-Slams erreichte er maximal das Achtelfinale. Er konnte in der gesamten Saison nur in das Finale von Eastbourne einziehen, welches Monfils gegen Novak Đoković in zwei Sätzen verlor. Am Ende der Saison hatte er erneut mit Verletzungen zu kämpfen, auch deshalb schloss er das Jahr nur auf dem 46. Platz der Weltrangliste ab. Das Jahr 2018 konnte er mit einem Turniersieg in Katar beginnen, als er sich im Finale gegen Andrei Rubljow mit 6:2, 6:3 durchsetze. Bei den ersten drei Grand-Slam-Turnieren war er mäßig erfolgreich, Monfils konnte nur das Achtelfinale in Wimbledon erreichen, wo er gegen den späteren Finalisten Kevin Anderson in vier knappen Sätzen verlor.

### Trainer
- September 2004 bis September 2006: Thierry Champion
- Mai 2007 bis Anfang 2008: Tarik Benhabiles
- Anfang 2008 bis 2011: Roger Rasheed
- 2011 bis November 2012: Patrick Chamagne
- März 2013 bis Mai 2013: Éric Winogradsky
- Ende Dezember 2014 bis Januar 2016: Jan de Witt
- Januar 2016 bis Juni 2018: Mikael Tillström
- Dezember 2018 bis November 2020: Liam Smith
- November 2020 bis heute: Günter Bresnik

## Erfolge
| Legende (Anzahl der Siege)                       |
| Grand Slam                                       |
| Tennis Masters Cup / ATP Tour Finals             |
| ATP Tour Masters 1000                            |
| ATP International Series Gold / ATP Tour 500 (3) |
| ATP International Series / ATP Tour 250 (10)     |
| ATP Challenger Tour (6)                          |

| ATP-Titel nach Belag |
| Hartplatz (12)       |
| Sand (1)             |
| Rasen (0)            |

### Einzel

#### Turniersiege

##### ATP Tour
| Nr. | Datum              | Turnier          | Belag         | Finalgegner           | Ergebnis       |
| --- | ------------------ | ---------------- | ------------- | --------------------- | -------------- |
| 1.  | 7. August 2005     | Sopot            | Sand          | Florian Mayer         | 7:66, 4:6, 7:5 |
| 2.  | 27. September 2009 | Metz             | Hartplatz (i) | Philipp Kohlschreiber | 7:61, 3:6, 6:2 |
| 3.  | 31. Oktober 2010   | Montpellier (1)  | Hartplatz (i) | Ivan Ljubičić         | 6:2, 5:7, 6:1  |
| 4.  | 23. Oktober 2011   | Stockholm (1)    | Hartplatz (i) | Jarkko Nieminen       | 7:5, 3:6, 6:2  |
| 5.  | 9. Februar 2014    | Montpellier (2)  | Hartplatz (i) | Richard Gasquet       | 6:4, 6:4       |
| 6.  | 25. Juli 2016      | Washington, D.C. | Hartplatz     | Ivo Karlović          | 5:7, 7:66, 6:4 |
| 7.  | 6. Januar 2018     | Doha             | Hartplatz     | Andrei Rubljow        | 6:2, 6:3       |
| 8.  | 17. Februar 2019   | Rotterdam (1)    | Hartplatz (i) | Stan Wawrinka         | 6:3, 1:6, 6:2  |
| 9.  | 8. Februar 2020    | Montpellier (3)  | Hartplatz     | Vasek Pospisil        | 7:5, 6:3       |
| 10. | 16. Februar 2020   | Rotterdam (2)    | Hartplatz (i) | Félix Auger-Aliassime | 6:2, 6:4       |
| 11. | 9. Januar 2022     | Adelaide         | Hartplatz     | Karen Chatschanow     | 6:4, 6:4       |
| 12. | 22. Oktober 2023   | Stockholm (2)    | Hartplatz (i) | Pawel Kotow           | 4:6, 7:66, 6:3 |
| 13. | 11. Januar 2025    | Auckland         | Hartplatz     | Zizou Bergs           | 6:3, 6:4       |

##### ATP Challenger Tour
| Nr. | Datum              | Turnier    | Belag         | Finalgegner       | Ergebnis       |
| --- | ------------------ | ---------- | ------------- | ----------------- | -------------- |
| 1.  | 20. Februar 2005   | Besançon   | Hartplatz (i) | Christophe Rochus | 6:3, 2:6, 6:3  |
| 2.  | 1. Mai 2005        | Tunis      | Sand          | Fabrice Santoro   | 7:5, 3:6, 7:69 |
| 3.  | 18. März 2007      | Sunrise    | Hartplatz     | Andreas Seppi     | 6:3, 1:6, 6:1  |
| 4.  | 17. Mai 2008       | Marrakesch | Sand          | Jérémy Chardy     | 7:62, 7:66     |
| 5.  | 19. Mai 2013       | Bordeaux   | Sand          | Michaël Llodra    | 7:5, 7:65      |
| 6.  | 23. September 2018 | Kaohsiung  | Hartplatz     | Kwon Soon-woo     | 6:4, 2:6, 6:1  |

#### Finalteilnahmen

##### ATP Tour
| Nr. | Datum             | Turnier          | Belag         | Finalgegner        | Ergebnis        |
| --- | ----------------- | ---------------- | ------------- | ------------------ | --------------- |
| 1.  | 9. Oktober 2005   | Metz             | Hartplatz (i) | Ivan Ljubičić      | 6:77, 0:6       |
| 2.  | 30. Oktober 2005  | Lyon             | Teppich (i)   | Andy Roddick       | 3:6, 2:6        |
| 3.  | 7. Januar 2006    | Doha (1)         | Hartplatz     | Roger Federer      | 3:6, 6:75       |
| 4.  | 26. Mai 2007      | Pörtschach       | Sand          | Juan Mónaco        | 6:73, 3:6       |
| 5.  | 12. Oktober 2008  | Wien             | Hartplatz (i) | Philipp Petzschner | 4:6, 4:6        |
| 6.  | 28. Februar 2009  | Acapulco         | Sand          | Nicolás Almagro    | 4:6, 4:6        |
| 7.  | 15. November 2009 | Paris (1)        | Hartplatz (i) | Novak Đoković      | 2:6, 7:5, 6:73  |
| 8.  | 18. Juli 2010     | Stuttgart        | Sand          | Albert Montañés    | 2:6, 2:1 aufgg. |
| 9.  | 10. Oktober 2010  | Tokio            | Hartplatz     | Rafael Nadal       | 1:6, 5:7        |
| 10. | 14. November 2010 | Paris (2)        | Hartplatz (i) | Robin Söderling    | 1:6, 6:71       |
| 11. | 7. August 2011    | Washington, D.C. | Hartplatz     | Radek Štěpánek     | 4:6, 4:6        |
| 12. | 7. Januar 2012    | Doha (2)         | Hartplatz     | Jo-Wilfried Tsonga | 5:7, 3:6        |
| 13. | 5. Februar 2012   | Montpellier      | Hartplatz (i) | Tomáš Berdych      | 2:6, 6:4, 3:6   |
| 14. | 25. Mai 2013      | Nizza            | Sand          | Albert Montañés    | 0:6, 6:73       |
| 15. | 24. August 2013   | Winston-Salem    | Hartplatz     | Jürgen Melzer      | 3:6, 1:2 aufgg. |
| 16. | 5. Januar 2014    | Doha (3)         | Hartplatz     | Rafael Nadal       | 1:6, 7:65, 2:6  |
| 17. | 22. Februar 2015  | Marseille        | Hartplatz (i) | Gilles Simon       | 4:6, 6:1, 6:74  |
| 18. | 14. Februar 2016  | Rotterdam        | Hartplatz (i) | Martin Kližan      | 7:61, 3:6, 1:6  |
| 19. | 17. April 2016    | Monte Carlo      | Sand          | Rafael Nadal       | 5:7, 7:5, 0:6   |
| 20. | 1. Juli 2017      | Eastbourne       | Rasen         | Novak Đoković      | 3:6, 4:6        |
| 21. | 21. Oktober 2018  | Antwerpen        | Hartplatz (i) | Kyle Edmund        | 6:3, 6:72, 6:74 |
| 22. | 3. Oktober 2021   | Sofia            | Hartplatz (i) | Jannik Sinner      | 3:6, 4:6        |

## Statistik

### Einzel
| Turnier                      | 2025              | 2024              | 2023              | 2022              | 2021              | 2020              | 2019              | 2018              | 2017              | 2016              | 2015              | 2014              | 2013              | 2012              | 2011              | 2010              | 2009              | 2008              | 2007              | 2006              | 2005              | 2004              | Gesamt  |
| ---------------------------- | ----------------- | ----------------- | ----------------- | ----------------- | ----------------- | ----------------- | ----------------- | ----------------- | ----------------- | ----------------- | ----------------- | ----------------- | ----------------- | ----------------- | ----------------- | ----------------- | ----------------- | ----------------- | ----------------- | ----------------- | ----------------- | ----------------- | ------- |
| Australian Open              | AF                | 2R                | –                 | VF                | 1R                | AF                | 2R                | 2R                | AF                | VF                | 2R                | 3R                | 3R                | 3R                | 3R                | 3R                | AF                | –                 | 3R                | 1R                | 2R                | –                 | 0       |
| French Open                  | 2R                | 2R                | 2R                | –                 | 2R                | 1R                | AF                | 3R                | AF                | –                 | AF                | VF                | 3R                | –                 | VF                | 2R                | VF                | HF                | 3R                | AF                | 1R                | –                 | 0       |
| Wimbledon                    | 2R                | 3R                | –                 | –                 | 2R                | n. a.             | 1R                | AF                | 3R                | 1R                | 3R                | 2R                | –                 | –                 | 3R                | 3R                | –                 | –                 | 3R                | 1R                | 3R                | –                 | 0       |
| US Open                      |                   | 2R                | 2R                | –                 | 3R                | –                 | VF                | 2R                | 3R                | HF                | 1R                | VF                | 2R                | –                 | 2R                | VF                | AF                | AF                | –                 | 2R                | 1R                | –                 | 0       |
| ATP Finals                   |                   | –                 | –                 | –                 | –                 | –                 | –                 | –                 | –                 | RR                | –                 | –                 | –                 | –                 | –                 | –                 | –                 | –                 | –                 | –                 | –                 | –                 | 0       |
| Indian Wells Masters         | 3R                | AF                | 1R                | AF                | AF                | n. a.             | VF                | 3R                | AF                | VF                | –                 | 3R                | –                 | –                 | –                 | 2R                | 2R                | 1R                | 1R                | 3R                | 2R                | –                 | 0       |
| Miami Masters                | AF                | 3R                | 1R                | 3R                | –                 | n. a.             | –                 | –                 | –                 | VF                | AF                | 2R                | –                 | 3R                | –                 | –                 | AF                | 2R                | 1R                | 2R                | AF                | –                 | 0       |
| Monte Carlo Masters          | 2R                | 2R                | –                 | –                 | –                 | n. a.             | –                 | –                 | –                 | F                 | HF                | 2R                | 1R                | –                 | AF                | –                 | 1R                | AF                | 1R                | 1R                | 1R                | –                 | 0       |
| Madrid Masters               | 2R                | 1R                | –                 | 2R                | –                 | n. a.             | AF                | 2R                | 1R                | 2R                | 2R                | –                 | –                 | AF                | 2R                | VF                | –                 | VF                | –                 | 1R                | 1R                | –                 | 0       |
| Rom Masters                  | –                 | 1R                | –                 | –                 | 1R                | 2R                | 1R                | 1R                | –                 | 1R                | –                 | –                 | –                 | 2R                | –                 | –                 | –                 | –                 | 1R                | HF                | –                 | –                 | 0       |
| Hamburg Masters1             | nicht ausgetragen | nicht ausgetragen | nicht ausgetragen | nicht ausgetragen | nicht ausgetragen | nicht ausgetragen | nicht ausgetragen | nicht ausgetragen | nicht ausgetragen | nicht ausgetragen | nicht ausgetragen | nicht ausgetragen | nicht ausgetragen | nicht ausgetragen | nicht ausgetragen | nicht ausgetragen | nicht ausgetragen | –                 | 1R                | –                 | –                 | –                 | 0       |
| Kanada Masters               |                   | 1R                | VF                | AF                | VF                | n. a.             | HF                | –                 | AF                | HF                | 2R                | 2R                | –                 | –                 | VF                | AF                | 2R                | 1R                | –                 | –                 | –                 | –                 | 0       |
| Cincinnati Masters           |                   | AF                | AF                | –                 | AF                | –                 | 1R                | –                 | –                 | AF                | 1R                | AF                | –                 | –                 | VF                | 1R                | 1R                | 2R                | –                 | 2R                | AF                | –                 | 0       |
| Shanghai Masters             |                   | AF                | –                 | nicht ausgetragen | nicht ausgetragen | nicht ausgetragen | 2R                | 1R                | –                 | AF                | –                 | –                 | VF                | –                 | –                 | 2R                | 2R                | nicht ausgetragen | nicht ausgetragen | nicht ausgetragen | nicht ausgetragen | nicht ausgetragen | 0       |
| Paris Masters                |                   | –                 | 1R                | –                 | AF                | –                 | VF                | –                 | –                 | –                 | 1R                | AF                | –                 | –                 | 2R                | F                 | F                 | AF                | –                 | 2R                | 2R                | 2R                | 0       |
| Olympische Spiele            | n. a.             | 1R                | n. a.             | n. a.             | 1R                | nicht ausgetragen | nicht ausgetragen | nicht ausgetragen | nicht ausgetragen | VF                | nicht ausgetragen | nicht ausgetragen | nicht ausgetragen | –                 | nicht ausgetragen | nicht ausgetragen | nicht ausgetragen | VF                | nicht ausgetragen | nicht ausgetragen | nicht ausgetragen | –                 | 0       |
| Davis Cup                    |                   | –                 | –                 | –                 | –                 | n. a.             | RR                | –                 | –                 | HF                | VF                | F                 | VF                | VF                | HF                | F                 | PO                | –                 | –                 | –                 | –                 | –                 | 0       |
| Turnierteilnahmen4           | 3                 | 22                | 13                | 8                 | 17                | 8                 | 21                | 21                | 14                | 18                | 18                | 16                | 22                | 10                | 18                | 20                | 20                | 17                | 21                | 19                | 23                | 2                 | 349     |
| Erreichte Finals             | 1                 | 0                 | 1                 | 1                 | 1                 | 2                 | 1                 | 2                 | 1                 | 3                 | 1                 | 2                 | 2                 | 2                 | 2                 | 4                 | 3                 | 1                 | 1                 | 1                 | 3                 | 0                 | 35      |
| Gewonnene Einzel-Titel       | 1                 | 0                 | 1                 | 1                 | 0                 | 2                 | 1                 | 1                 | 0                 | 1                 | 0                 | 1                 | 0                 | 0                 | 1                 | 1                 | 1                 | 0                 | 0                 | 0                 | 1                 | 0                 | 13      |
| Hartplatz-Siege/-Niederlagen | 9:2               | 17:13             | 14:10             | 13:6              | 15:10             | 16:4              | 30:12             | 19:8              | 12:7              | 37:13             | 16:10             | 24:10             | 16:12             | 16:8              | 22:8              | 36:15             | 33:15             | 18:11             | 11:10             | 8:10              | 17:10             | 7:4               | 415:222 |
| Sand-Siege/-Niederlagen      | 0:0               | 3:6               | 2:4               | 1:1               | 2:4               | 0:3               | 6:4               | 10:10             | 3:4               | 7:3               | 12:5              | 10:4              | 20:9              | 3:3               | 11:6              | 8:4               | 8:4               | 15:6              | 18:10             | 9:6               | 15:8              | 30:12             | 214:128 |
| Rasen-Siege/-Niederlagen     | 0:0               | 5:2               | 0:0               | 0:0               | 1:3               | 0:0               | 1:3               | 5:2               | 5:3               | 0:1               | 6:3               | 2:2               | 2:1               | 0:0               | 5:2               | 2:2               | 1:0               | 3:1               | 3:3               | 3:2               | 2:3               | 0:0               | 46:33   |
| Teppich-Siege/-Niederlagen   | nicht genutzt     | nicht genutzt     | nicht genutzt     | nicht genutzt     | nicht genutzt     | nicht genutzt     | nicht genutzt     | nicht genutzt     | nicht genutzt     | nicht genutzt     | nicht genutzt     | nicht genutzt     | nicht genutzt     | nicht genutzt     | nicht genutzt     | nicht genutzt     | nicht genutzt     | 0:0               | 0:0               | 0:1               | 5:2               | 8:4               | 13:7    |
| Gesamt-Siege/-Niederlagen4   | 9:2               | 25:21             | 16:14             | 14:7              | 18:17             | 16:7              | 37:19             | 34:20             | 20:14             | 44:17             | 34:18             | 36:16             | 38:22             | 19:11             | 38:16             | 46:21             | 42:19             | 36:18             | 32:23             | 20:19             | 39:23             | 45:20             | 688:380 |
| Jahresendposition            |                   | 55                | 74                | 52                | 21                | 11                | 10                | 29                | 46                | 7                 | 24                | 18                | 31                | 78                | 16                | 12                | 13                | 14                | 38                | 46                | 31                | 231               | N/A     |

Zeichenerklärung: S = Turniersieg; F, HF, VF, AF = Einzug ins Finale / Halbfinale / Viertelfinale / Achtelfinale; 1R, 2R, 3R = Ausscheiden in der 1. / 2. / 3. Hauptrunde; RR = Round Robin (Gruppenphase);
PO = Playoff (Auf- und Abstiegsrunde in der Davis-Cup-Weltgruppe); n. a. = Turnier wurde in dem Jahr nicht ausgetragen
1 Das Turnier von Hamburg ist seit 2009 nicht mehr Teil der Masters-Serie.

2 Das Turnier von Stockholm fand nur von 1990 bis 1995 als Masters-Turnier statt.

3 Das Turnier von Stuttgart fand 1995 einmal in Essen statt und war davor nicht Teil der Masters-Serie.

4 Hier gelten nur – wie auch bei bei Finalteilnahmen und gewonnenen Titeln – Turniere der ATP Tour sowie die vier Grand-Slam-Turniere und die ATP Finals; d. h. keine Challenger- und Future-Turniere oder Mannschaftswettbewerbe (Davis Cup oder World Team Cup).
4 Letztere zählen jedoch in den Sieg/Niederlagen-Statistiken rein. Kurzfristige Rücktritte vom Match zählen weder zu den Turnierteilnahmen (wenn in der ersten Runde) noch zur Siegesbilanz.

### Doppel
| Turnier1                   | 2018 | 2017 | 2016 | 2015 | 2014 | 2013 | 2012 | 2011 | 2010 | 2009 | 2008 | 2007 | 2006 | 2005 | 2004 | 2003 | Gesamt |
| -------------------------- | ---- | ---- | ---- | ---- | ---- | ---- | ---- | ---- | ---- | ---- | ---- | ---- | ---- | ---- | ---- | ---- | ------ |
| Australian Open            | –    | –    | –    | –    | 1R   | –    | –    | –    | –    | –    | –    | –    | 1R   | –    | –    | –    | 1R     |
| French Open                | –    | –    | –    | 1R   | 1R   | 1R   | –    | 1R   | 2R   | –    | 1R   | 2R   | 1R   | 1R   | –    | –    | 2R     |
| Wimbledon                  | –    | –    | –    | –    | –    | –    | –    | –    | –    | –    | –    | –    | –    | –    | –    | –    | –      |
| US Open                    | –    | –    | –    | –    | –    | –    | –    | 1R   | 1R   | –    | –    | –    | –    | 1R   | –    | –    | 1R     |
| Gewonnene Doppel-Titel     | 0    | 0    | 0    | 0    | 0    | 0    | 0    | 0    | 0    | 0    | 0    | 0    | 0    | 0    | 0    | 0    | 0      |
| Gesamt-Siege/-Niederlagen2 | 3:5  | 2:2  | 0:1  | 2:9  | 0:6  | 0:5  | 2:5  | 3:8  | 5:10 | 1:2  | 1:7  | 2:3  | 3:7  | 3:12 | 5:9  | 8:7  | 43:102 |
| Jahresendposition          | 323  | 312  | –    | 376  | –    | –    | 552  | 273  | 202  | 524  | 587  | 365  | 391  | 302  | 720  | 1188 | N/A    |

Stand: nach den Australian Open 2025

## Sonstiges
Gaël Monfils hatte im Musikvideo vom Lied Hello von Martin Solveig und Dragonette im Jahr 2010 einen kleinen Auftritt.